# Відьомський знак
«Відьомський знак» (англ. Witchmark) — фентезійний роман канадської письменниці Челсі Луїс Полк, вперше надрукований 2018 року видавництвом Tor Books. У романі розповідається про таємниче вбивство, що відбувається у вторинному світі в країні під назвою Еланд, і його описують як газолампове фентезі. У 2019 році «Відьомський знак» отримав Всесвітню премію фентезі за найкращий роман.

## Сюжет
У королівстві Еланд проживає Майлз Сінгер — психіатр, який таємно використовує свої магічні здібності для лікування пацієнтів у госпіталі для ветеранів. Коли Трістан Гантер приводить вмираючого чоловіка, який розповідає Майлзу, що його вбили, після чого тіло кремують до того, як розтин зможе виявити, чи дійсно сталося щось протизаконне. Майлз і Трістан розпочинають власне розслідування, яке розкриває таємниці основ еландського суспільства, які виявляються темніші, ніж відомі Майлзу.

## Відгуки
У 2019 році «Відьомський знак» отримав Всесвітню премію фентезі за найкращий роман. Окрім цього, роман став фіналістом премії «Неб'юла» за найкращий роман 2019 року, премії «Аврора» за найкращий роман 2019 року та літературну премію «Лямбда» 2019 року за найкращий роман ЛГБТК наукову фантастику/фентезі/жахи. Журнал Тайм включив «Відьомський знак» до свого списку 100 найкращих фантастичних книг усіх часів.
Publishers Weekly назвав його «зірковим» і високо оцінив якість експозиції Полк. Журнал AudioFile назвав роман «чарівним», із «багатою обстановкою» та «повністю розробленими персонажами». На сторінках «Нью-Йорк таймс» Амаль ель-Мохтар погодилася, що «Відьомський знак» був «надзвичайно чарівним», а також зі «спритним темпом», «досконалим і приємним», але зауважила, що жіночі персонажі «обмежені своїми ролями в історії», і заявила, що хоча мотивації сестри Майлза Грейс мали бути «непрозорими», вони частіше здавалися «довільними».
Локус вважав роман «особливо чудовим» прикладом фентезі в едвардіанській епосі, водночас зауважуючи, що «жанрово підкована» аудиторія може бути розчарована тим, скільки часу знадобилося Майлзу, щоб зробити висновок про посттравматичний стресовий розлад ветеранів, який загострюється під впливом магії. Tor.com високо оцінив світобудову та героїв роману, але звинуватив Полк в тому, що він не вирішив конфлікт із колегою Майлза доктором Кросбі.

## Сиквели
Witchmark — перша книга тритомника Кінгстонський цикл. Друга та третя книги серії «Пісня шторму» та «Душевна зірка» вийшли друком у 2020 та 2021 роках. Кінгстонський цикл став фіналістом премії Г’юго за найкращий серію 2022 року.